# Коуліц (округ, Вашингтон)
Шаблон:StateAbbr_ 46°11′ пн. ш. 122°41′ зх. д. / 46.19° пн. ш. 122.68° зх. д.
Округ  Коуліц (англ. Cowlitz County) — округ (графство) у штаті Вашингтон, США. Ідентифікатор округу 53015.

## Історія
Округ утворений 1854 року.

## Демографія
За даними перепису 2000 року загальне населення округу становило 92948 осіб, зокрема міського населення було 62620, а сільського — 30328. Серед мешканців округу чоловіків було 46050, а жінок — 46898. В окрузі було 35850 домогосподарств, 25056 родин, які мешкали в 38624 будинках. Середній розмір родини становив 3,01.
Віковий розподіл населення поданий у таблиці:
| Стать    | До 15 років | 15-21 | 22-29 | 30-39 | 40-49 | 50-65 | 65-85 | Понад 85 |
| -------- | ----------- | ----- | ----- | ----- | ----- | ----- | ----- | -------- |
| Чоловіки | 10521       | 4684  | 4241  | 6375  | 7186  | 7718  | 4816  | 509      |
| Жінки    | 10083       | 4310  | 4270  | 6420  | 7104  | 7668  | 5924  | 1119     |

## Суміжні округи
- Льюїс — північ
- Скамейнія — схід
- Кларк — південь
- Вакаєкум — захід

## Виноски
1. ↑  U.S. Decennial Census. United States Census Bureau. Архів оригіналу за 26 квітня 2015. Процитовано 7 січня 2014.
2. ↑  Historical Census Browser. University of Virginia Library. Архів оригіналу за 11 серпня 2012. Процитовано 7 січня 2014.
3. ↑  Population of Counties by Decennial Census: 1900 to 1990. United States Census Bureau. Архів оригіналу за 2 лютого 2019. Процитовано 7 січня 2014.
4. ↑  Census 2000 PHC-T-4. Ranking Tables for Counties: 1990 and 2000 (PDF). United States Census Bureau. Архів оригіналу (PDF) за 18 грудня 2014. Процитовано 7 січня 2014.
5. ↑  State & County QuickFacts. United States Census Bureau. Архів оригіналу за 9 липня 2011. Процитовано 7 січня 2014.(англ.) Наведено за англійською вікіпедією.
6. ↑  American FactFinder. Бюро перепису населення США. Архів оригіналу за 29 липня 2011. Процитовано 31 січня 2008.

| США | Це незавершена стаття з географії США. Ви можете допомогти проєкту, виправивши або дописавши її. |